# Scottocheres
Scottocheres är ett släkte av kräftdjur. Scottocheres ingår i familjen Asterocheridae.
Släktet innehåller bara arten Scottocheres elongatus.